# Flosmaris grandis
Flosmaris grandis är en havsanemonart som beskrevs av Hand och Bushnell 1967. Flosmaris grandis ingår i släktet Flosmaris och familjen Isophelliidae. Inga underarter finns listade i Catalogue of Life.